# Zapalenie przymacicza
Zapalenie przymacicza (łac. parametritis) – zapalenie tkanki łącznej otaczającej macicę. Zaliczane jest do zapaleń narządów miednicy mniejszej. Do zapalenia dochodzi w następstwie niewielkich uszkodzeń szyjki macicy, np.: poprzez rozszerzanie kanału szyjki czy podczas konizacji szyjki macicy, a w ten sposób drobnoustroje mogą infiltrować tkankę przymacicza. Zapalenie toczy się w przestrzeni pozaotrzewnowej.
Dla zapalenia przymacicza typowe jest tworzenie się ropni i rozprzestrzenianie się ich wzdłuż mięśnia lędźwiowego.

## Objawy[2]
- podwyższona temperatura
- bóle podbrzusza
- problemy w oddawaniu moczu (naciek zapalny może uciskać na moczowód)

U kobiet w połogu zapalenie przymacicza może przebiegać gwałtowniej z nagłym początkiem, dreszczami i gorączką septyczną.
Zapalenie przymacicza często jest chorobą towarzyszącą przy raku szyjki macicy.
W niekorzystnych przypadkach może wystąpić odmiedniczkowe zapalenie nerek czy wodonercze.

## Diagnostyka
Mogą wystąpić trudności w rozpoznaniu, ponieważ trudno je odróżnić od zapalenia przydatków.